# Aruküla (Järva)
Aruküla (Duits: Arroküll) is een plaats in de Estlandse gemeente Järva, provincie Järvamaa. De plaats heeft de status van dorp (Estisch: küla).
Tot in oktober 2017 behoorde Aruküla tot de gemeente Koeru. In die maand ging Koeru op in de fusiegemeente Järva.

## Bevolking
Het dorp had 55 inwoners op 31 december 2011 en 43 inwoners op 31 december 2021.

## Ligging
Koeru, de vroegere hoofdplaats van de gemeente Koeru, ligt direct ten oosten van Aruküla. De Tugimaantee 25, de secundaire weg van Mäeküla via Koeru naar Kapu, loopt door het dorp.

## Geschiedenis
Aruküla werd voor het eerst genoemd in 1564 onder de naam Arrukull, een dorp in de Wacke Wayo (Vao). Een Wacke was een administratieve eenheid voor een groep boeren met gezamenlijke verplichtingen. In 1613 werd het Arrenküll genoemd. In 1635 werd het dorp met de omgeving in leen gegeven aan Lennart Torstensohn. Zo ontstond het landgoed Arroküll. In de buurt van de kerk van Koeru, die al sinds de 13e eeuw bestond en gewijd is aan Maria Magdalena, werd in de 19e eeuw op grond van het landgoed Arroküll een nederzetting gebouwd. Deze kreeg de Duitse naam St. Marien-Magdalenen en groeide in de 20e eeuw uit tot de vlek Koeru.
Na de Grote Noordse Oorlog (1700-1721) was het landgoed achtereenvolgens in handen van de families von Lode en von Knorring. In 1820 kocht Carl Friedrich von Toll het landgoed. Diens familie bleef eigenaar tot het in 1919 door het onafhankelijk geworden Estland werd onteigend. De laatste eigenaar was Eugen von Toll.
Het landhuis van het landgoed is gebouwd in de jaren zeventig van de 18e eeuw onder de familie von Knorring. In de vroege 19e eeuw raakte het bij een brand zwaar beschadigd. Carl Friedrich von Toll liet het herstellen. Na 1919 werd het gebouw een school. Het staat niet in Aruküla zelf, maar in Koeru.
Het huidige dorp Aruküla ontstond pas in de jaren twintig van de 20e eeuw als nederzetting op het voormalige landgoed. In 1977 werd het opgedeeld tussen Vao en  Väinjärve. In 1997 werd Aruküla weer een apart dorp.